# Carry On (bài hát của Fun)
"Carry On" của abn nhạc rock Mỹ Fun. Nó được phát hành vào 23 Tháng 10 năm 2012 như đĩa đơn thứ ba trong album thứ hai của họ, Some Nights. Bài hát được viết bởi các thành viên ban nhạc, Nate Ruess, Andrew Dost, Jack Antonoff, cùng với nhà sản xuất của album, Jeff Bhasker. 

## Biểu diễn trực tiếp
Ngày 3 tháng 11, ban nhạc là khách mời âm nhạc trên Saturday Night Live, với Louis C.K. như người dẫn chương trình, và biểu diễn bài hát này, cùng với "Some Nights". Họ cũng biểu diễn bài hát tại lễ trao giải Grammy 2013.

## Thành tích xếp hạng
"Carry On" được phát hành vào ngày 23 tháng 10 năm 2012 như đĩa đơn thứ ba từ album phòng thu thứ hai của họ,Some Nights. "Carry On" là đĩa đơn thứ ba liên tiếp của họ đạt vị trí top 20 trên Billboard Hot 100. Nó ra mắt ở vị trí # 100 trên bảng xếp hạng và trong những tuần tiếp theo tăng cho đến khi đạt vị trí cao nhất ở 20. Nó đã bán được 1.337.000 bản tải kỷ thuất số tính đến tháng 7 năm 2013.

## Bảng xếp hạng
| Bảng xếp hạng (2012–13)                           | Vị trí cao nhất |
| ------------------------------------------------- | --------------- |
| Úc (ARIA)                                         | 44              |
| Bỉ (Ultratip Flanders)                            | 26              |
| Canada (Canadian Hot 100)                         | 18              |
| Canada: Alternative Rock (America's Music Charts) | 21              |
| Ireland (IRMA)                                    | 46              |
| Israel (Media Forest)                             | 7               |
| Italy (FIMI)                                      | 26              |
| Nhật Bản (Japan Hot 100)                          | 93              |
| Mexico Ingles Airplay (Billboard)                 | 1               |
| New Zealand (Recorded Music NZ)                   | 28              |
| Hoa Kỳ Billboard Hot 100                          | 20              |
| Hoa Kỳ Pop Airplay (Billboard)                    | 17              |
| Hoa Kỳ Adult Pop Airplay (Billboard)              | 4               |
| Hoa Kỳ Adult Contemporary (Billboard)             | 14              |
| Hoa Kỳ Alternative Songs (Billboard)              | 7               |
| US Rock Songs (Billboard)                         | 2               |

| Quốc gia                                                                           | Chứng nhận  | Số đơn vị/doanh số chứng nhận |
| ---------------------------------------------------------------------------------- | ----------- | ----------------------------- |
| Canada (Music Canada)                                                              | Platinum    | 0*                            |
| Ý (FIMI)                                                                           | Gold        | 15.000*                       |
| New Zealand (RMNZ)                                                                 | Gold        | 7.500*                        |
| Hoa Kỳ (RIAA)                                                                      | 2× Platinum | 2,000,000                     |
| * Chứng nhận dựa theo doanh số tiêu thụ. ^ Chứng nhận dựa theo doanh số nhập hàng. |             |                               |

| BXH (2013)                | Vị trí |
| ------------------------- | ------ |
| Canada (Canadian Hot 100) | 69     |
| US Billboard Hot 100      | 76     |